# Apiomorpha attenuata
Apiomorpha attenuata är en insektsart som först beskrevs av Walter Wilson Froggatt 1898.  Apiomorpha attenuata ingår i släktet Apiomorpha och familjen filtsköldlöss. Inga underarter finns listade i Catalogue of Life.